# ESCON
ESCON (Enterprise Systems Connection) — волоконный канальный интерфейс, обеспечивающий обмен информацией между сервером IBM zSeries и периферийными устройствами (либо другим сервером). Впервые применялся в серверах архитектуры ESA/390. Впервые анонсирован компанией IBM в 1990 году. ESCON реализует полудуплексный режим передачи с использованием протоколов типа запрос-ответ.
Физически ESCON канал состоит их двух волоконно-оптических кабелей, каждый из которых предназначен для передачи информации в одну сторону.
Для подключения периферийного устройства используется соединение точка-точка (одиночное или через коммутатор ESCON).

## Характеристики
- Скорость передачи до 200 Мбит/с.
- Максимальная длина линии — 3 км.

## Архитектура ESCON

### Общий обзор
Интерфейс ввода-вывода ESCON редко (если вообще) соприкасается с системным ПО. Затронутые зоны по существу ограничены процессом конфигурации ввода-вывода.

### Аппаратные элементы ESCON
Интерфейс ESCON состоит из набора правил, определённых архитектурой сервера zSeries, физических и логических протоколов, а также медиа-спецификаций, позволяющих передавать информацию в обоих направлениях между канальной подсистемой сервера и контроллером периферийного устройства. Так что с этой точки зрения интерфейс ESCON выполняет те же функции, что и предшествующие ему канальные интерфейсы, но с более высоким потенциалом.

#### Канал
ESCON канал (chanel) исполняет команды, представленные в виде стандартного набора команд ввода-вывода Архитектуры Z, и управляет связанным интерфейсом связи (link interface) для контроля за передачей и получением битов информации. Проще говоря, ESCON канал по команде записи (write command) получает данные из центральной памяти сервера, кодирует их, упаковывает во фреймы и пересылает через волоконно-оптический канал на контроллер. По команде чтения (read comand) он проделывает эти действия в обратном порядке.

#### Линия
Среда передачи для интерфейса ESCON — оптическое волокно. Физически она представляет два оптических волокна, каждое из которых предназначена для передачи информации в одну сторону (симплексный режим на каждом их волокон). Информация проходит по кабелю последовательно бит за битом.

#### Коммуникатор ESCON
Коммуникатор ESCON (ESCON Director или ESCD) и его способность динамического переключения является хабом топологии ESCON.
Линии подключаются к коммуникатору через порты. Число доступных портов зависит от реализации, но не может превышать 254.
Коммуникатор ESCON маршрутизирует передачу данных и команд из одного своего порта на другой, обеспечивая обмен информацией между множеством каналов и контроллеров.

#### Контроллер
Контроллер (Control Unit) получает команды из канала, контролирует выполнение команд и передачу данных в соответствующее периферийное устройство. Контроллер может быть подключён к одной или нескольким линиям через интерфейс связи. Интерфейс ввода-вывода ESCON обеспечивает адресацию для множества этих образов.
Интерфейс ввода-вывода ESCON не позволяет одной линии обслуживать несколько контроллеров. Тем не менее контроллер ESCON может содержать несколько образов контроллеров.
Хотя несколько контроллеров могут быть подключены к одному каналу через коммуникатор ESCON.

### Передача данных, кодирование, логические пути
Вся передаваемая через ESCON интерфейс информация должна быть закодирована в 10-битный код передачи (transmission code) согласно правилам кодировки ESCON I/O. Кодировка проверяет целостность данных, добавляет специальные контрольные символы и обеспечивает синхронизацию работы отправителя и получателя.

#### Кодировка
Когда канал получает данные из или записывает данные в центральную память, он делает это в двоичном формате группами по 8 бит. Эти данные обычно кодируются в EBCDIC.
Интерфейс ESCON определяет 10-битный символьный код. 8-битные символы переводятся в 10-битные через алгоритм, направленный на максимизацию изменения состояний в линии(от 0 к 1 и обратно), в то же время поддерживая равное количество нулей и единиц на одном отрезке времени. Это обеспечивает синхронизацию линии и упрощает обнаружение ошибок.

#### Фреймы
В интерфейсе ESCON кодированные символы перед передачей пакуются во фреймы с определённым форматом. В интерфейсе ESCON определены два формата фреймов — один для контроля линии и соответствующих элементов, другой для контроля операций устройств. Они называются фрейм канального уровня (link-level frames) и фрейм аппаратного уровня (device-level frames). Например для отправки команды SEEK на устройство 3390 необходим фрейм аппаратного уровня, в то время как для запроса отчёта о занятости порта в коммуникаторе ESCON вызывается фрейм канального уровня предназначенный для обмена.

#### Логические пути
Операции аппаратного уровня могут выполниться только после того, как определённые, связанные друг с другом, ресурсы будут установлены на канале и уровне контроллера. Это отношение между образами канала и контроллера, описывающее какой физический путь использовать для связи на аппаратном уровне между обоими средствами канального уровня, называется логическим путём. Логический путь устанавливается через процедуру канального уровня и обычно завершает работу в процесс инициализации. Из-за физических ограничений максимально число логических путей, которое контроллер может поддерживать зависит от модели. Канал ESCON может одновременно поддерживать до 120 логических путей.

### Функции коммутатора
Коммутатор ESCON временно соединяет два порта. В течение одного соединения с одного порта на другой могут передаться один или несколько фреймов. Функция коммутатора в обеспечении путевого соединения каналов и контроллеров, пославших запрос на соединение. Также коммутатор исполняет функции контроллера, проверяя возможность соединения портов. Некоторые порты могут быть заблокированы или предназначены только для определённых соединений.